# Synapseudes mediterraneus
Synapseudes mediterraneus is een naaldkreeftjessoort uit de familie van de Metapseudidae. De wetenschappelijke naam van de soort is voor het eerst geldig gepubliceerd in 1977 door Bacescu.